# Pinturas
Il Rio Pinturas è un fiume della Patagonia, in Argentina, che scorre attraverso una valle a cui sovente ci si riferisce come "il  Gran Canyon argentino".
Attraversa il Parco nazionale Perito Moreno e scorre vicino a numerosi siti archeologici, tra i quali la Cueva de las Manos, cioè la Caverna delle Mani, famosa per le incisioni rupestri risalenti a oltre 10.000 anni fa. Il sito è stato inserito tra i patrimoni dell'umanità dall'UNESCO nel 1999.